# Mercury-Little-Joe 1
Mercury-Little Joe 1 (LJ-1) war ein unbemannter Testflug der NASA. Es war die erste Mission des Mercury-Programms.

## Ablauf

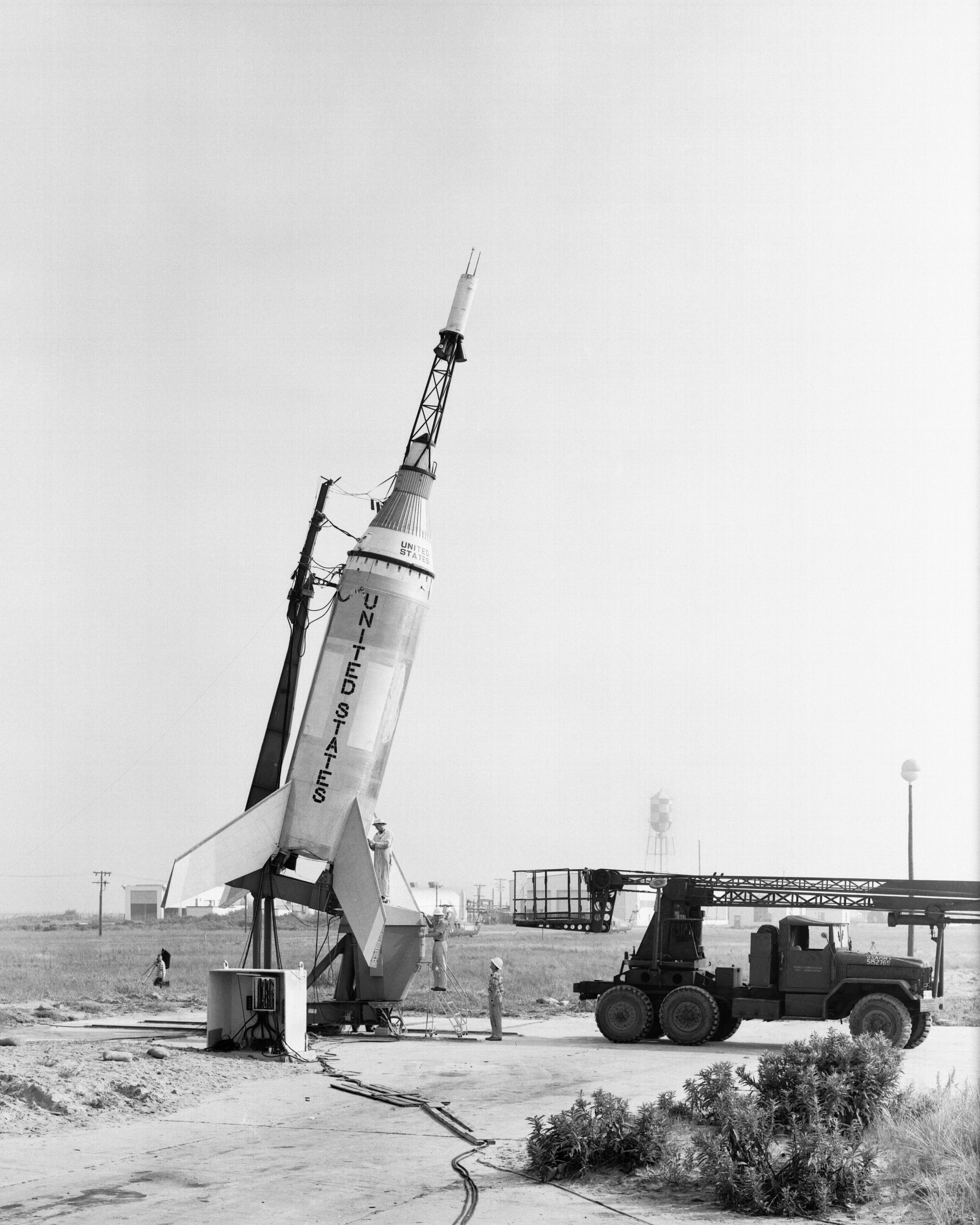
Little Joe 1 bei der Startvorbereitung (NASA)

Die Mission hatte zum Ziel, das Rettungssystem der Mercury-Kapsel zu testen. Der Start war am 21. August 1959 von der Startrampe der Wallops Flight Facility mit einer Rakete des Typs Little Joe vorgesehen. 30 Minuten vor der geplanten Startzeit zündete jedoch die Rettungsrakete spontan, die Mercury-Kapsel erreichte eine Gipfelhöhe von 600 Metern. Es fand keine Trennung der Rettungsrakete von der Kapsel statt und auch die Fallschirme wurden nicht ausgeworfen, so dass die Kapsel ungebremst nach 20 Sekunden in etwa 800 Metern Entfernung von der Startrampe im Atlantischen Ozean aufschlug. Als Fehlerquelle wurde eine falsche Schaltung der Akkumulatoren in der Rettungsrakete identifiziert.

## Technische Daten
- Startmasse: 18.747 kg
- Höhe: 14,6 m
- Durchmesser: 2 m
- Nutzlast: 1.788 kg
- Startschub: 1.110 kN